# Echinocereus bonkerae
Echinocereus bonkerae är en kaktusväxtart som beskrevs av Thornber och Bonker. Echinocereus bonkerae ingår i släktet Echinocereus och familjen kaktusväxter. Inga underarter finns listade i Catalogue of Life.